# Traktetjärnet (Tisselskogs socken, Dalsland)
Traktetjärnet är en sjö i Bengtsfors kommun i Dalsland och ingår i Göta älvs huvudavrinningsområde. Traktetjärn ligger i Högsbyn Natura 2000-område. Det finns ännu en sjö med samma namn i Bengtsfors kommun, ungefär 12 kilometer bort i Ödskölt. 